# Dolf Brandmayer
Dolf Brandmayer (eigentlich: Adolf Brandmayer; * 13. April 1913 in Böhmisch-Leipa, heute Česká Lípa/Tschechien; † 14. April 2000 in Lüneburg) war ein deutscher Sänger, Komponist und Textdichter.

## Leben
Dolf Brandmayer absolvierte ein Jura-Studium, nahm aber nebenbei privat Unterricht in Klavierspiel, Gesang und Komposition. Er begann seine künstlerische Laufbahn als Pianist und Sänger bei der deutschsprachigen Abteilung des tschechischen Rundfunks und wurde durch Tourneen und Rundfunkauftritte ab 1938 auch in Deutschland bekannt. Er bekam einen Schallplattenvertrag bei der Deutschen Grammophon und hatte unter anderem Engagements bei Willi Schaeffers’ Kabarett der Komiker.
Am 24. Januar 1939 beantragte er die Aufnahme in die NSDAP und wurde rückwirkend zum 1. November 1938 aufgenommen (Mitgliedsnummer 6.479.107). Während des Zweiten Weltkrieges wirkte Brandmayer zunächst mit einer eigenen Frontbühne bei der Truppenbetreuung mit, dann wurde er Leiter der Tanzabteilung beim Soldatensender Mailand. Er blieb nach dem Krieg zunächst in Italien und hatte dort als Komponist auch mit italienischen Schlagern Erfolg.
Ab 1958 setzte Brandmayer in Deutschland seine Karriere als Komponist und Orchesterleiter bis 1963 fort. Danach war er musikalischer Leiter einer Filmfirma in Hannover.
Brandmayer hatte seine großen Erfolge in der Unterhaltungsmusik. Neben zwei Operetten Herzen auf Urlaub und Frau ohne Standesamt schrieb er zahlreiche Schlager, darunter Evergreens wie Josefine (Text: Peters-Arnold) und Droben auf der Alm (Text: Bruno Balz). Insgesamt komponierte und/oder textete er über 100 Lieder. Aber auch als Interpret von Titeln anderer Autoren wie Gnädige Frau, wo war’n sie gestern (Text: Hans Fritz Beckmann, Musik: Friedrich Schröder) oder Wenn ein junger Mann kommt (Text: Willy Dehme, Musik: Franz Grothe) war er sehr erfolgreich.